# Glaucocharis ramona
Glaucocharis ramona là một loài bướm đêm trong họ Crambidae.